# نظریه فلوژیستون

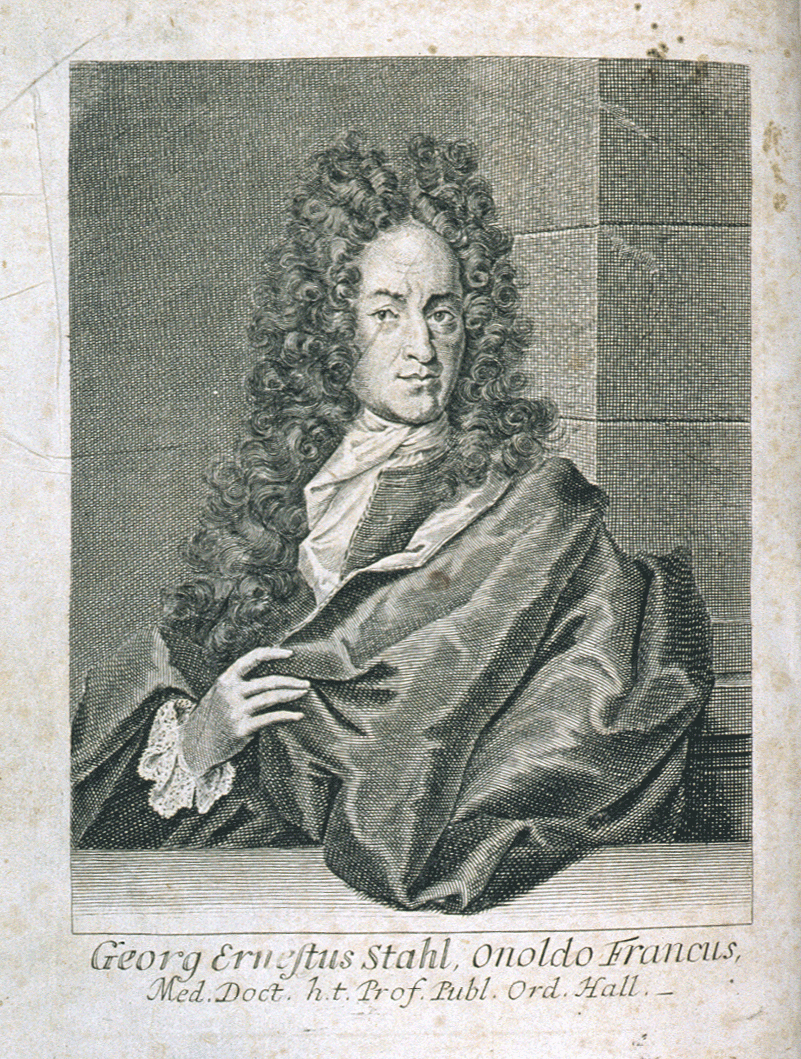
گئورگ ارنست استال (۱۷۳۴_۱۶۶۰)، شیمی‌دان، پزشک و متالورژیست آلمانی.

نظریهٔ فلوژیستون (انگلیسی:Phlogiston theory، فرانسوی:La théorie du Phlogistique) نظریه‌ای بود در علم شیمی که در سدهٔ هفدهم و سدهٔ هجدهم رواج داشت و بر مبنای این تئوری همهٔ مواد قابل سوختن از جزئی به نام فلوژیستون (ماده‌ای معدنی، بی‌رنگ، بی‌بو) تشکیل شده بودند که با سوختن آن ماده، فلوژیستون از ماده جدا شده و به شکل یک مادهٔ ساده‌تر کاهش می‌یافت.
این نظریه که بعدها به‌طور کامل رد گردید، برای نخستین بار توسط شیمی‌دان آلمانی یوهان یواخیم بِشِر بیان شد. باور این نظریه بر این بود که هر چه یک جسم ساده‌تر آتش بگیرد، میزانِ ماده‌ای به نام «فلوژیستون» در آن بیشتر است و مادهٔ سوخته (دفلوژیستیفیه) بر جای ماده، شکل اصلی هر ماده می‌باشد. اشتال می‌گوید: «فلوژیستون آتش تعبیه‌شده در درون مواد است، که هنگام سوختن از ماده فرار می‌کند.» اشتال نقش هوا در سوختن را تنها محدود به انتقال فلوژیستون آزادشده از جسم می‌کرد. برای نمونه بر اساس این نظریه از سوختن چوب، خاکستر به‌جای می‌مانَد و فلوژیستون آن توسط هوا جدا می‌شود که اختلاف جرم میان چوب و خاکستر بر جای مانده، ناشی از خارج شدن همین فلوژیستون می‌باشد.
بعدها آزمایش‌های بسیاری این نظریه را به چالش کشیدند. مثلاً در مورد سوختن منیزیم، اکسید منیزیمِ به جامانده سنگین‌تر از مادهٔ اولیه بود. در حالی که فلوژیستون آن قاعدتاً می‌بایست هنگام سوختن از مادهٔ اولیه خارج می‌شد! با این حال طرفداران این نظریه از جمله گیتون د موروو سعی کردند با بیان این نکته که فلوژیستون از هوا سبک‌تر است، سعی در توجیه این پدیده کنند. برخی دیگر نیز عامل این پدیده را «منفی بودن» وزن فلوژیستون دانستند؛ اما بعدها سنجش دقیق چگالی منیزیم نشان داد که سبک‌تر بودن فلوژیستون از هوا، نمی‌تواند توجیه‌کنندهٔ چگونگی افزایش وزن منیزیم در طی روند سوختن باشد.

اما به هر حال، نظریهٔ فلوژیستون تا زمانی که آنتوان لاووازیه لزوم وجود اکسیژن برای سوختن را شرح داد، معتبر باقی ماند. نظریهٔ لاووازیه توانست اختلاف وزن دیده شده را توضیح دهد و به نوبهٔ خود پایه‌گذار نظریهٔ جدید سوختن باشد که نظریهٔ گرمایی (کالریک) نامیده شد.